# Benjamin Libet
Benjamin Libet, né le 12 avril 1916 à Chicago et mort le 23 juillet 2007 à Davis en Californie, est un scientifique pionnier dans le domaine de la conscience humaine. Il était chercheur au département de physiologie à l'université de Californie à San Francisco. Il est le premier à recevoir, en 2003, le « prix Nobel virtuel de psychologie » de l'université de Klagenfurt, « pour ses résultats dans le domaine de la conscience, l'initiation de l'action, et le libre arbitre ».

## Mise en évidence de la conscience de ses décisions avant le choix
Dans les années 1970, Libet fut impliqué dans les études sur l'activité neuronale et la « sensation de seuil ». Ces enquêtes visaient à déterminer la séquence d'activation, dans des zones spécifiques du cerveau, nécessaire pour déclencher des actions volontaires telles que l'appui d'un bouton, à l'aide d'un équipement électroencéphalographique. Une expérience célèbre — reproduite par la suite de nombreuses fois par d'autres groupes — a montré que des événements cérébraux inconscients (observables sous forme de potentiels électriques, appelés potentiels de préparation) précèdent en réalité, dans un temps variable (de 0,3 à plusieurs secondes), la sensation consciente d'avoir pris une décision volontaire en préparation d'une action motrice tel qu'appuyer sur un bouton. 
Désormais bien connu en neurologie, le « Bereitschaftspotential » (BP en allemand, « potentiel de préparation » en français), également appelé « potentiel prémoteur », est une mesure de l'activité du cortex moteur et de la région motrice supplémentaire occupée par le cerveau dans la préparation d'un mouvement musculaire volontaire. C'est une manifestation de la contribution corticale à la planification du mouvement volontaire. Il a été enregistré et signalé dès 1964 par Hans Helmut Kornhuber et Lüder Deecke à l'université de Fribourg en Allemagne. La publication complète est parue en 1965 après de nombreuses expériences utilisées comme contrôle.
Ces observations indiquent que des processus neurologiques inconscients précèdent et provoquent potentiellement à la fois la sensation d'avoir pris une décision de sa propre volonté et le même acte moteur.
La conclusion tirée par Libet de ces observations est que les processus cérébraux déterminent les décisions, alors perçues comme subjectives par le même cerveau à travers le phénomène de la conscience. Libet ne considère comme possible que l'idée de libre volonté dans sa notion de veto — la capacité d'une activité consciente à bloquer ou à annuler un acte déjà engagé —, un blocage possible grâce au temps restant de quelques centaines de millisecondes entre la perception subjective de la décision et l'exécution de l'acte lui-même.